# Alain de Changy
Alain Carpentier de Changy  va ser un pilot de curses automobilístiques belga que va arribar a disputar curses de Fórmula 1. Va néixer el 5 de febrer del 1922 a Brussel·les, Bèlgica i va morir el 5 d'agost del 1994 Etterbeek, Brussel·les, Bèlgica.
Va debutar a la primera cursa de la temporada 1959 (la desena temporada de la història) del campionat del món de la Fórmula 1, disputant el 10 de maig del 1959 el GP de Mònaco al Circuit de Montecarlo. Alain de Changy va participar en una única cursa puntuable pel campionat de la F1, no aconseguint classificar-se per la prova i no assolí cap punt per la classificació del campionat del món.

## Resultats a la Fórmula 1
| 1959 | Ecurie Nationale Belge | Cooper | Climax | MON NVQ | 500 | HOL \| FRA \| GBR \| ALE \| POR \| ITA \| USA ! - | 0 |

### Resum
| Curses: | Victòries: | Pòdiums: | Poles: | Voltes ràpides: | Punts: |
| ------- | ---------- | -------- | ------ | --------------- | ------ |
| 1       | 0          | 0        | 0      | 0               | 0      |